# Campeonato Mundial de Piragüismo de Estilo Libre de 2007
El I Campeonato Mundial de Piragüismo de Estilo Libre se celebró en Ottawa (Canadá) entre el 29 de abril y el 5 de mayo de 2007 bajo la organización de la Federación Internacional de Piragüismo (ICF).

## Resultados

### Masculino
| Evento | Oro                         | Plata                     | Bronce                 |
| ------ | --------------------------- | ------------------------- | ---------------------- |
| K1     | Eric Jackson Estados Unidos | Peter Csonka · Eslovaquia | Nick Troutman · Canadá |

### Femenino
| Evento | Oro                  | Plata                | Bronce                   |
| ------ | -------------------- | -------------------- | ------------------------ |
| K1     | Ruth Gordon · Canadá | Tanya Faux Australia | Fiona Jarvie Reino Unido |

## Medallero
| Núm. | País           | Oro | Plata | Bronce | Total |
| ---- | -------------- | --- | ----- | ------ | ----- |
| 1    | Canadá         | 1   | 0     | 1      | 2     |
| 2    | Estados Unidos | 1   | 0     | 0      | 1     |
| 3    | Australia      | 0   | 1     | 0      | 1     |
| 3    | Eslovaquia     | 0   | 1     | 0      | 1     |
| 5    | Reino Unido    | 0   | 0     | 1      | 1     |
|      | TOTAL          | 2   | 2     | 2      | 6     |